# Ottavio Pratesi

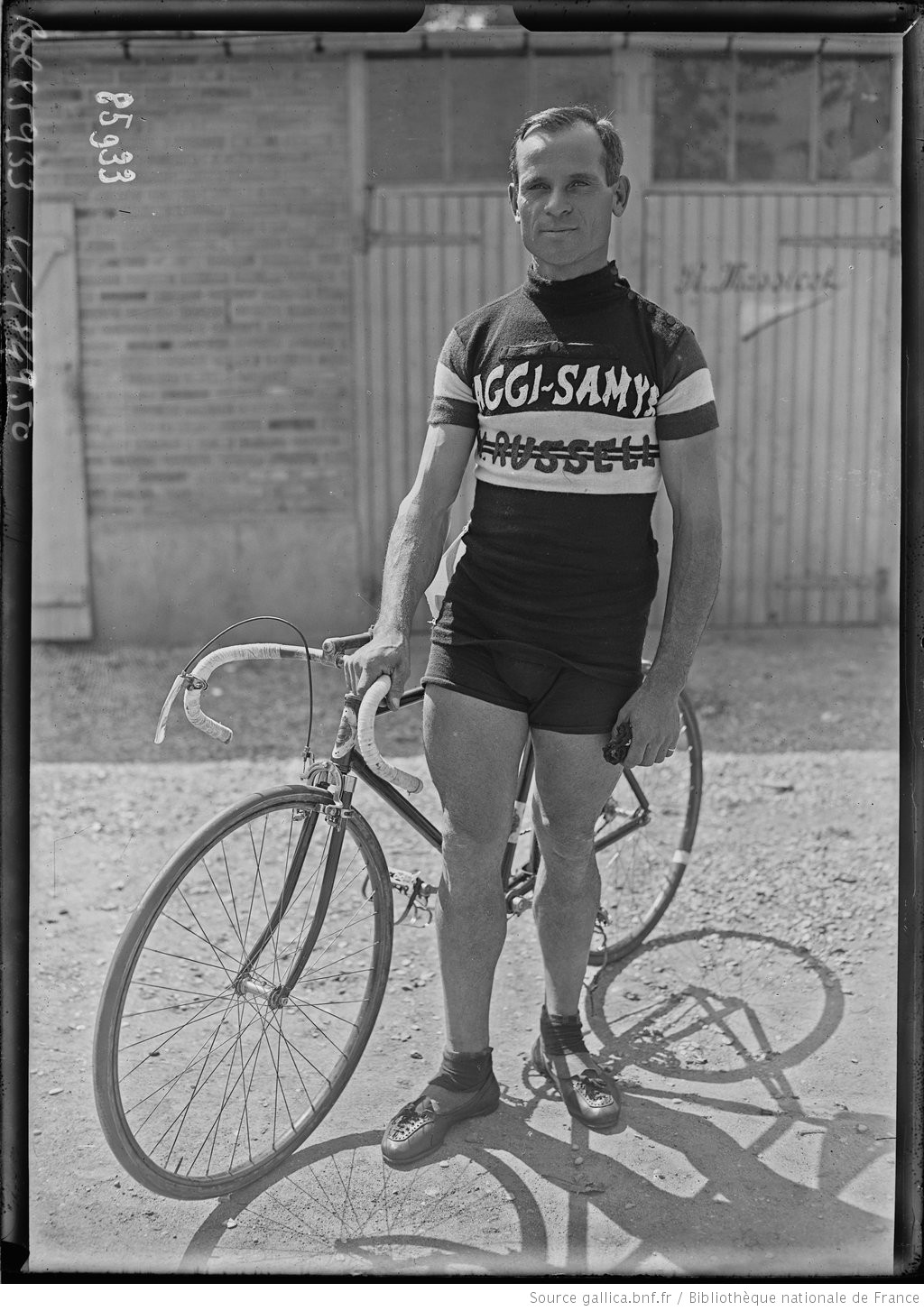
Ottavio Pratesi

Ottavio Pratesi (* 1. Januar 1889 in Rosignano Marittimo; † 3. November 1977 in Livorno) war ein italienischer Radrennfahrer.

## Sportliche Laufbahn
Pratesi war von 1910 bis 1925 als Berufsfahrer aktiv. 1919 und 1920 gewann den Giro dei Tre Mari, ein Etappenrennen in Süditalien. Siebenmal fuhr er den Giro d’Italia, 1914 belegte er beim Sieg von Alfonso Calzonari den 7. Platz, was auch das beste Resultat all seiner Starts war. Dazu kam der 9. Platz 1924.
Die Tour de France bestritt er fünfmal und beendete alle Rennen. 1923 wurde er 12. der Gesamtwertung.